# 개방성 골절
개방성 골절은, 골절이 열상과 동시에 일어나면서 열상, 즉 찢어진 상처를 통해 골절 부위가 외부와 통해 있는 골절을 말하며 골절 주위의 피부와 연부조직의 손상이 동반된다. 개방성 골절의 치료가 중요한 이유는 감염의 위험성과 불유합의 가능성이 높으며, 심한 경우 절단까지 이어질 수 있기 때문이다. 따라서 폐쇄성 골절에 비해 개방성 골절은 대개 응급수술이 필요하다. 시간이 지연될수록 세균 감염의 기회가 많아지므로 빠른 세척과 항생제 사용, 응급 수술이 시행되어야 한다.

## 증상
대부분의 개방성 골절은 부러진 뼈가 피부 밖으로 튀어나온 것이 특징이지만 뼈가 부러지면서 피부가 약간 손상되거나, 피부를 손상시키는 작은 뼈 조각이 보일 수 있다. 이러한 골절도 모두 개방성 골절로 분류한다. 일부 개방성 골절은 상당한 출혈을 일으킨다. 또한 대부분의 개방성 골절은 신경, 힘줄, 근육 및 혈관과 같은 뼈 주변의 연조직에 광범위한 손상을 입힌다.

### 합병증
뼈가 부러져 외부 환경에 노출되는 개방성 골절에서는 감염 확률이 높아진다. 뼈 자체가 감염되는 골수염에 걸릴 수 있으며, 주변 연조직까지도 감염될 수 있다. 또한 부러진 뼈 끝이 붙지 않는 비유합과 부러진 뼈 끝이 잘못된 방향으로 붙는 부정유합의 가능성이 높아진다. 특히 긴 뼈의 개방 골절은 주변 조직에 손상을 일으켜 구획증후군을 유발할 수 있으며, 지방 색전증이 발생할 가능성이 있다. 두 증상 모두 응급 조치가 필요하다. 일반적으로 개방성 골절은 외상을 겪은 환자에서 발생하므로 만성 통증 및 정신 건강 장애로 이어질 수 있다. 개방성 골절의 원인 및 과정은 감염 정도에 영향을 미칠 수 있다. 예를 들어 외부 물질이나 상처에 이물질 등이 닿을 경우 감염 위험이 증가한다.

## 원인
외상, 자동차 사고, 화기, 높은 곳에서 추락 등 직접적인 충격으로 인해 개방성 골절이 발생할 수 있다. 이러한 원인으로 인해 개방성 골절이 발생할 경우 실질적인 피부와 연조직의 손상이 나타나지만, 작은 구멍같은 피부의 손상과 주변 조직에 혈액이 고인 듯한 외관을 가지기도 한다. 골절 원인에 따라 다양한 유형의 외관이 나타난다.

### 일반적 골절
폐쇄성 골절과 마찬가지로 뼈에 가해진 심한 충격으로 인해 발생한다. 직접적인 타격, 과도한 하중 등 다양한 충격 원인으로 인해 발생한다. 처음에는 폐쇄성 골절이었다가 주위 피부조직에 긴장이 많아져 개방성 골절로 바뀔 수 있다. 횡상, 사상, 나선상, 종상 등 다양한 골절 형태가 나타난다.

### 병적 골절
병적 골절로 인해서도 피부 조직이 손상되며 개방성 골절이 나타날 수 있다.

### 골절 탈구
골절과 탈구가 동시에 일어나면서 피부 조직이 손상되기도 한다.

### 총상
고속 발사체에 의해 발생하며, 2차 충격파 등을 통해 조직을 통과하면서 심한 손상을 입힌다.

## 치료
개방성 골절의 치료 목적은 의학의 발전에 따라 생명의 보존에서부터 사지의 보존, 감염의 예방, 최근에는 기능의 회복으로 발전했다. 개방성 골절을 치료할 때에는 감염의 예방, 골유합과 더불어 뼈 기능의 회복도 고려하여 치료 방향이 정해진다.
치료 과정은 다음과 같이 요약된다.
- 초기 진단 및 처치
- 적절한 항생제 투여
- 충분한 세척 및 변연절제술[3]
- 골절의 고정 및 상처 수복